# Roef Ragas
Rudolphus Henricus Cornelis „Roef“ Ragas (* 25. Mai 1965 in Harderwijk; † 30. August 2007 in Amsterdam) war ein niederländischer Schauspieler.
Ragas war mit der Schauspielerin Susan Visser verheiratet. Zusammen hatten sie zwei Kinder. Er war der ältere Bruder von Bastiaan und Jeroen Ragas.
Von 1984 bis 1990 studierte Ragas Niederländisch an der Universität von Amsterdam.
Am 30. August 2007 starb Roef Ragas 42-jährig während eines Restaurantbesuches an den Folgen eines Herzstillstandes.

## Filmografie (Auswahl)
- 1993: Herzzerreißend (Hartverscheurend)
- 1996: Breaking the Waves
- 1997: Blinder Passagier (De verstekeling)
- 1998: Die polnische Braut (De poolse Bruid)
- 2002: Pietje Bell und das Geheimnis der schwarzen Hand (Pietje Bell)
- 2003: Pietje Bell 2 – Die Jagd nach der Zarenkrone (Pietje Bell II: De jacht op de tsarenkroon)
- 2004–2006: Grijpstra & de Gier (Fernsehserie)